# 17952 Folsom
17952 Folsom (1999 JT19) là một tiểu hành tinh vành đai chính được phát hiện ngày 10 tháng 5 năm 1999 bởi nhóm nghiên cứu tiểu hành tinh gần Trái Đất phòng thí nghiệm Lincoln ở Socorro.